# Pidlisci
Pidlisci (ukr. Підлісці) – wieś na Ukrainie, w obwodzie chmielnickim, w rejonie szepetowskim, w hromadzie Iziasław. W 2001 liczyła 283 mieszkańców, spośród których 281 wskazało jako ojczysty język ukraiński, a 2 rosyjski.